# Драуле, Мильда Петровна
Ми́льда Петро́вна Дра́уле (26 августа 1901 — 10 марта 1935) — супруга Леонида Николаева, убившего 1 декабря 1934 года руководителя Ленинградского обкома ВКП(б) Сергея Кирова.

## Биография
Родилась в имении Калище Петергофского уезда Петербургской губернии. Происходит из семьи латышских батраков, выходцев из Трикаты. По другим данным, Мильда была дочерью управляющего имением в Лужском уезде и до революции окончила гимназию в Петрограде.

Смольный

В ноябре 1920 года семья переехала в Петроград, где Мильда один семестр проучилась на физико-математическом факультете университета. Член РКП(б) с 1919 года. 
В 1925 году в Луге вышла замуж за Леонида Николаева. В Ленинграде семья проживала с 1933 г. в кооперативном доме по адресу: Батенина улица, дом 9/39, кв. 17, в отдельной квартире из трёх комнат.
Работала в обкоме партии в Смольном. В документах, заполненных при аресте в 1934 году, охарактеризована как шатенка, среднего роста, без особых примет.

### Убийство Кирова
Николаев застрелил Кирова по двум причинам. Его исключили из партии, затем восстановили со строгим выговором, а он, имея всего лишь половину начального образования, считал, что как член партии достоин высокой должности. Второй причиной была новость о том, что Мильда Драуле стала любовницей Кирова.
Драуле начали допрашивать уже через пятнадцать минут после выстрелов, убийство было превращено в широкий заговор с целью захвата власти сразу после отъезда Сталина из Ленинграда после похорон.

### Следствие, расстрел
После убийства Кирова исключена из партии, арестована в декабре 1934 года, расстреляна 10 марта 1935 года. Ходили слухи, что причиной убийства Кирова была ревность Николаева к жене. Распространители таких слухов подвергались репрессиям.
Вместе с Мильдой Петровной были репрессированы как «соучастники» и её родственники — сестра Ольга Петровна Драуле и её муж Роман Маркович Кулишер (также арестованы в декабре 1934 года и расстреляны в 1935 году). Дело в закрытом судебном заседании рассматривала 9 марта 1935 года выездная сессия Военной коллегии Верховного Суда СССР под председательством В. В. Ульриха.
Сыновья — Маркс (1927 года рождения) и Леонид (1931 года рождения) были отданы в детский дом. Только в 2005 году Маркс Леонидович Драуле по собственному заявлению был признан Генпрокуратурой подвергшимся политическим репрессиям. Судьба Леонида, второго сына, до сих пор неизвестна.
В 1990 году Мильда Петровна Драуле была реабилитирована на основании Указа Президента СССР от 13 августа 1990 г.: прокуратура не нашла документальных подтверждений её участия в убийстве Кирова.

## В культуре
В фильме «Миф о Леониде», посвящённом истории убийства Кирова, роль Мильды Драуле сыграла литовская актриса Нийоле Нармонтайте.